# 特里恩根

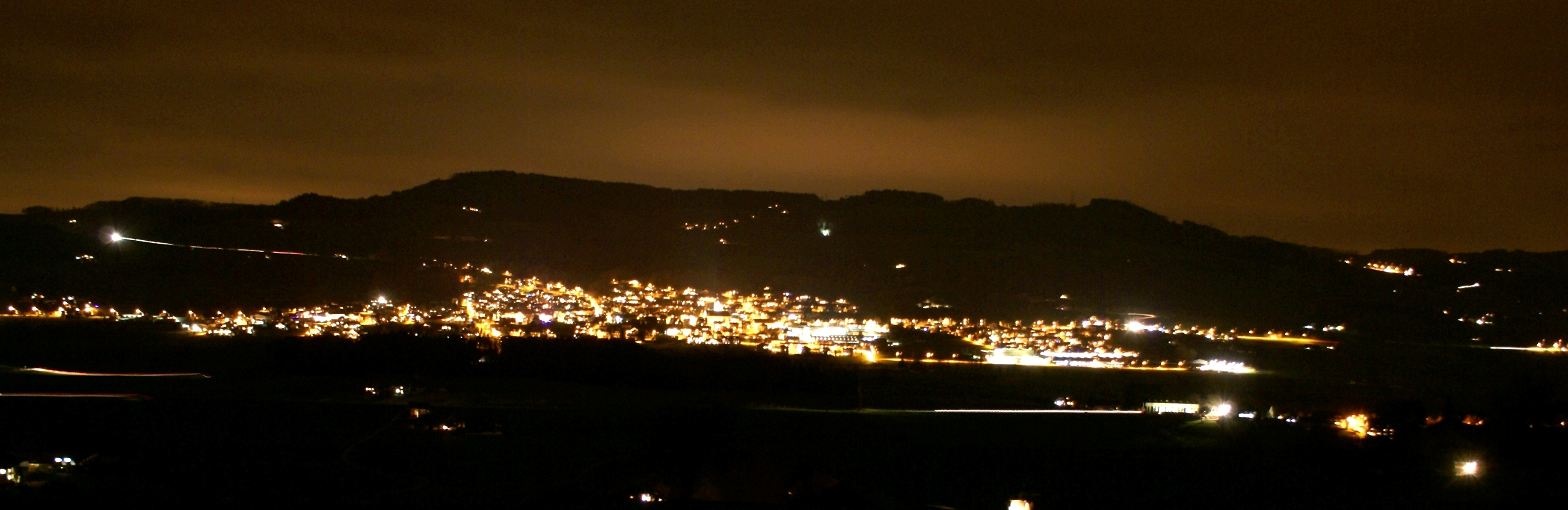

特里恩根是瑞士的城鎮，位於該國中部，由琉森州負責管轄，面積22.07平方公里，六成半土地是農業用地，海拔高度517米，2011年人口4,416，人口密度每平方公里200人。